# Стара Кастилия
Стара Кастилия (на испански: Castilla la Vieja, Кастиля ла Виеха) е историческа област в Испания.

## История
През 9 век в централната и северната част на Пиренейския полуостров се сформира Кралство Кастилия. Впоследствие то започва да се разраства (както по пътя на династични бракове, така чрез завоевания), и в резултат на това, в земите на кастилската корона попада значителна част от полуострова.
През 18 век крал Карлос III образува в състава на Испания Кралство Стара Кастилия на територията на съвременните провинции Бургос, Сория, Сеговия, Авила, Валядолид и Паленсия. В конституцията от 1812 година, Стара Кастилия е упомената като една от съставните части на Испания.
През 1833 г., в рамките на уреждането на централизирана държава, с кралски декрети Испания е разделена на 49 провинции, групирани по „исторически региони“ (които нямат никакъв юридически статут). В съответствие с тези декрети е създаден историческия регион Стара Кастилия, състоящ се от споменатите земи и добавените към тях провинции Логроня и Сантандер.
През 1850 г. Валядолид и Паленсия са предадени в състава на историческия регион Леон. Оттогава в атласите и енциклопедиите под името Стара Кастилия се посочва именно района, заеман от провинциите Бургос, Сория, Сеговия, Авила, Логроня и Сантандер. През 1983 г. историческият регион е обединен с Леон в автономна общност Кастилия и Леон.